# Čejkait
Čejkait ist ein sehr selten vorkommendes Mineral aus der Mineralklasse der „Carbonate und Nitrate“ (ehemals Carbonate, Nitrate und Borate). Es kristallisiert im triklinen Kristallsystem mit der Zusammensetzung Na4[UO2|(CO3)3], ist also chemisch gesehen ein zu den Uranylverbindungen zählendes Natrium-Uranylcarbonat.
Čejkait entwickelt nur mikroskopisch kleine Kristalle zwischen 0,2 und 0,6 Mikrometern Durchmesser mit undeutlichem, hexagonalem Habitus. Meist findet er sich in Form dünner, krustiger Überzüge und Ausblühungen oder als winzige, kugelige Aggregate. Farbe und Strichfarbe des Minerals sind hellgelb.

## Etymologie und Geschichte
Erstmals entdeckt wurde Čejkait in der Grube Einigkeit bei Jáchymov (deutsch Sankt Joachimsthal) in Tschechien und beschrieben 2003 durch Petr Ondruš, Roman Skála, Františsek Veselovský, Jiří Sejkora und Cecilia Vitti, die das Mineral nach Jiří Čejka benannten, um seine herausragenden Beiträge zur Kristallchemie von Uranmineralen zu ehren.

## Klassifikation
In der mittlerweile veralteten, aber noch gebräuchlichen 8. Auflage der Mineralsystematik nach Strunz gehörte der Čejkait noch zur gemeinsamen Klasse der „Carbonate, Nitrate und Borate“ und dort zur Abteilung der „Uranylcarbonate“, wo er zusammen mit Andersonit, Bayleyit, Fontanit, Grimselit, Liebigit, Metazellerit, Swartzit und Zellerit die unbenannte Gruppe V/F.02 bildete.
Die seit 2001 gültige und von der International Mineralogical Association (IMA) verwendete 9. Auflage der Strunz’schen Mineralsystematik ordnet den Čejkait in die neu definierte Klasse der „Carbonate und Nitrate“ (die Borate bilden hier eine eigene Klasse), dort allerdings ebenfalls in die Abteilung der „Uranylcarbonate“ ein. Diese ist jedoch weiter unterteilt nach dem Stoffmengenverhältnis von Urandioxid (UO2) zum Carbonat-Komplex (CO3), so dass das Mineral entsprechend seiner Zusammensetzung in der Unterabteilung „UO2 : CO3 = 1 : 4“ zu finden ist, wo es als einziges Mitglied die unbenannte Gruppe 5.ED.50 bildet.
Die vorwiegend im englischen Sprachraum gebräuchliche Systematik der Minerale nach Dana ordnet den Čejkait wie die veraltete Strunz’sche Systematik in die gemeinsame Klasse der „Carbonate, Nitrate und Borate“ und dort in die Abteilung der „Wasserfreien Carbonate“ ein. Hier ist er als einziges Mitglied in der unbenannten Gruppe 14.01.07 innerhalb der Unterabteilung der „Wasserfreien Carbonate mit einfacher Formel A+CO3“ zu finden.

## Kristallstruktur
Čejkait kristallisiert triklin in der Raumgruppe P1 (Raumgruppen-Nr. 1) oder P1 (Nr. 2) mit den Gitterparametern a = 9.291(2) Å; b = 9.292(2) Å; c = 12.895(2) Å; α = 90.73(2)°; β = 90.82(2)° und γ = 120.00(1)° sowie 4 Formeleinheiten pro Elementarzelle.

## Eigenschaften
Das Mineral ist durch seinen Urangehalt von bis zu 44,9 % als sehr stark radioaktiv eingestuft und weist eine spezifische Aktivität von etwa 80,325 kBq/g auf (zum Vergleich: natürliches Kalium 31,2 Bq/g).

## Bildung und Fundorte

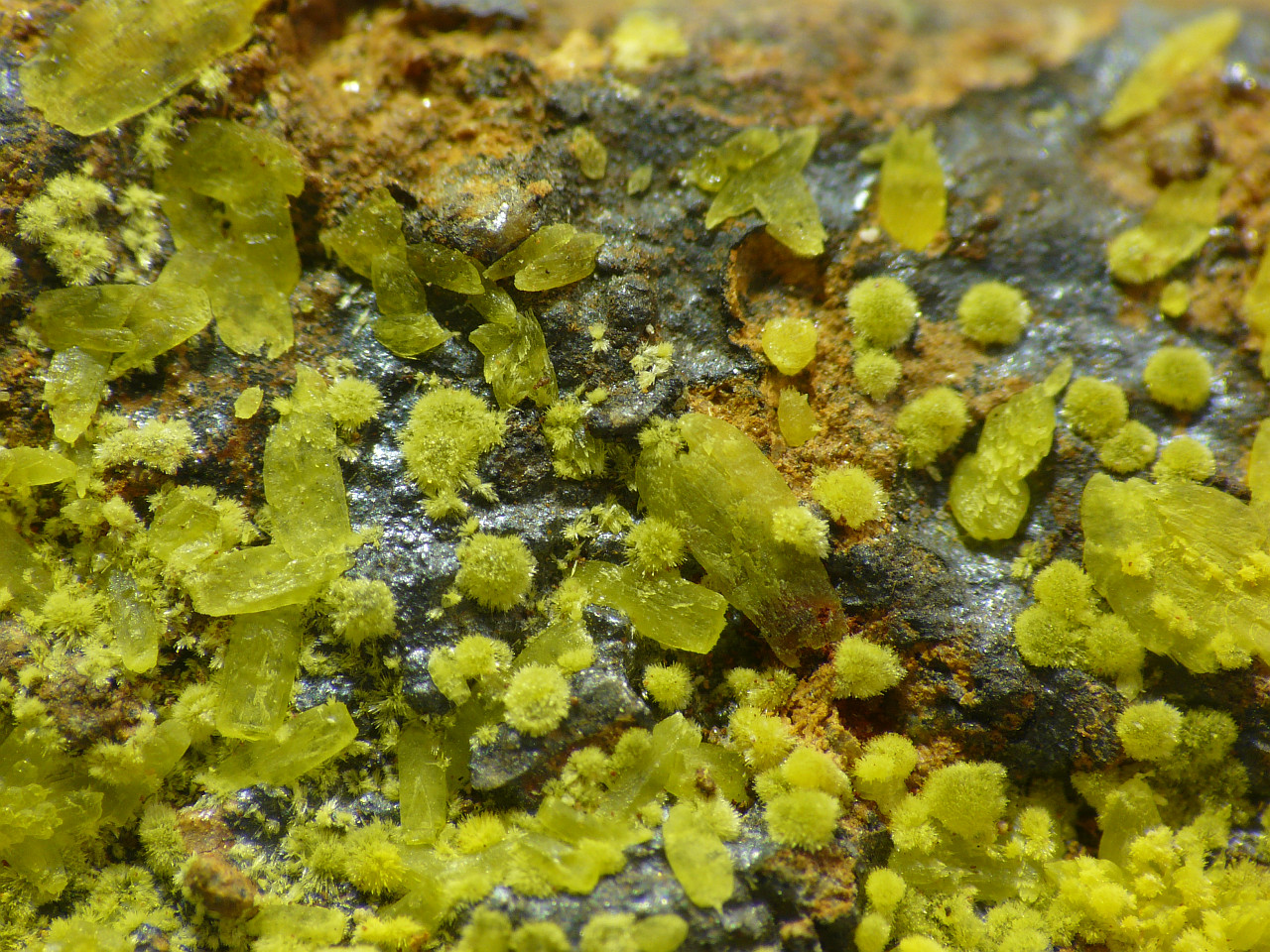
Kugeliger Čejkait (Bildbreite 6 mm)

Čejkait bildet sich sekundär auf Calcit-Adern, wo er meist in Paragenese mit Uraninit, Andersonit und Schröckingerit zu finden ist.
Außer an seiner Typlokalität Jáchymov trat das Mineral in Tschechien bisher nur noch bei Rožná auf. Weitere bisher (Stand: 2012) bekannte Fundorte sind Kővágószőlős im ungarischen Mecsekgebirge, die Grube „Eureka“ nahe Torre de Cabdella in der spanischen Gemeinde Pallars Jussà und die Grube „Apex“ am Reese River im Lander County (Nevada) in den USA.

## Vorsichtsmaßnahmen
Aufgrund der Toxizität und der starken Radioaktivität des Minerals sollten Mineralproben vom Čejkait nur in staub- und strahlungsdichten Behältern, vor allem aber niemals in Wohn-, Schlaf- und Arbeitsräumen aufbewahrt werden. Ebenso sollte eine Aufnahme in den Körper (Inkorporation, Ingestion) auf jeden Fall verhindert und zur Sicherheit direkter Körperkontakt vermieden sowie beim Umgang mit dem Mineral Mundschutz und Handschuhe getragen werden.